# 米浴
米浴，為日本純種競賽馬匹，生涯稱霸長途賽事，曾勝出1992年菊花賞及1993和1995年春季天皇賞。其因於以上賽事阻止美浦波旁達成無敗三冠及中斷目白麥昆的三連霸，而被稱為「關東的刺客」或「黑色刺客」，亦因為數次於賽事之中打破紀錄，而被稱為「紀錄突破者」。

## 出賽前
1989年3月5日出生於北海道登別市Utopia牧場，成長途中由馬主栗林英雄購入。
其後交由美浦訓練中心練馬師飯塚好次訓練。

## 競賽生涯

### 3歲（現2歲）
1991出戰新潟競馬場3歲新馬戰，比賽途中獲得第一。
其後出戰生涯首個分級賽事新潟三歲錦標，卻僅跑獲第十一名
9月21日出戰公開賽芙蓉錦標斬獲第一後，被發現右前腳骨折，因而進入3個月的休養。

### 4歲（現3歲）
1992年初成績平平，分別於春季錦標、皋月賞及NHK盃以第四、第八及第八完賽，因而未能獲得較高的人氣及評價。
5月31日出戰東京優駿（日本打吡），比賽途中一直處於追趕前方的領放馬美浦波旁，最終米浴亦僅負於對手以第十六人氣的姿態爆冷獲得亞軍，成功一戰而紅。
進入秋季後出戰兩場二級賽聖烈特紀念及京都新聞盃，均於其中獲得亞軍。
其後出戰經典三冠尾關菊花賞，比賽初段其處於先頭位置逐步推進，通過第四彎道時開始發力。進入直路後，其爆發出全場最快末腳之下，成功超越前方的美浦波旁並以1 1/4馬位優勢及破紀錄的3分5.0秒時間奪得首個一級賽冠軍。由於此次勝利粉碎了美浦波旁奪得無敗三冠的機會，因而賽後米浴普遍被冠以「反派」及「刺客」等名號。
12月27日出戰有馬紀念，然而一直未能發揮實力之下僅以第八完賽。

### 5歲（現4歲）
1993年首戰爲目黑紀念，於其中敗於詩歌劇獲得亞軍。
其後出戰日經賞，成功以輕鬆的姿態奪得冠軍。
贏得日經賞後陣營打算安排其出戰春季天皇賞，將和有望達成春季天皇賞三連霸的目白麥昆對決。賽前爲了備戰，練馬師飯塚好次對其進行高強度的訓練，被外界批評「簡直像在虐馬一樣」，甚至有「在贏過目白麥昆前就會先倒下了」的揶揄。但訓練確實有效的減輕了米浴的體重，令其達到自東京優駿以來最輕的430公斤。
4月25日按照計劃出戰春季天皇賞，比賽初段其保持於中團位置推進，通過第三彎道後爬升至到的位置。進入直路後，其隨即和一早處於先頭的目白麥昆展開纏鬥，於最後200米成功透出並超越對手，最終於其不斷加速之下以拋離目白麥昆2 1/2馬位、破紀錄的3分17.1秒時間取得冠軍。此戰米浴以破紀錄的形式阻止了目白麥昆的春季天皇賞三連霸及日本首席騎師武豐的春季天皇賞五連霸，加深了其於馬迷之中「反派」的印象，然而米浴之主戰騎師的場均其後在自傳中明言對這種印象感到反感。
然而進入秋季後，其未能延續春季的良好戰績，先於產經賞及秋季天皇賞分別獲得第三及第六的不佳戰績，其後更在日本盃及有馬紀念分別以第十四及第八大敗。

### 6歲（現5歲）
1994年年初雖然於京都紀念獲得第五，但隨後於日經賞回勇獲得亞軍，似乎出現復活的跡象。
完成日經賞後以劍指春季天皇賞連霸為目標繼續訓練，然而4月16日的訓練時，被發現骨折復發並可能會於比賽時危及性命，因此此時陣營考慮引退並作為配種馬。然而縱貫米浴目前位置的競賽生涯，其除了長距離賽事以外並無其他突出戰績，加上較小的體型也使得其無人願意接手，陣營商討後決定安排其處於現役狀態，並轉移其至北海道休養。
12月時由於其恢復程度比預期理想，因此出戰有馬紀念。然而比賽途中遭遇當年的三冠馬成田拜仁及當時最強雌馬菱亞馬遜，最終未能戰勝兩位對手之下以第三完賽。

### 7歲（現6歲）
1995年年初出戰日經賞及京都紀念，表現平平之下均於其中僅獲第六。
4月23日出戰春季天皇賞，於成田拜仁因傷缺席的情況下獲得人氣第四出戰。比賽開始後其處於中團位置觸怒追走，並於最後彎道成功進佔第一的位置。進入直路後，其繼續保持速度衝刺，最終和從後而上的Stage Champ以平頭姿態衝線，經照片判定後賽會宣佈米浴以鼻位優勢勝出，自兩年前的春季天皇賞後，終於再次獲得勝利，打出一場漂亮的復活戰。
春季天皇賞過後，所屬陣營再次考慮種馬相關事宜，最後的結論得出仍需要中距離的賽績肯定。儘管米浴已有疲態，但當年恰逢阪神大地震，阪神競馬場受到影響下暫時關閉，寶塚紀念最終移師其最擅長的京都競馬場舉辦，馬迷投票也讓米浴獲得第一順位出走權，如果此戰勝利，便能在種馬申請中獲得支持。
衆多條件驅使之下米浴最終以第三人氣出戰寶塚紀念。然而，比賽初段通過第一彎道後騎師的場經已察覺到異常，試圖以保守方式讓米浴完賽。但通過京都競馬場知名的第三彎道、被譽爲「淀之坂」的超長上坡時，意外依然發生。此時米浴依照以往的經驗加速上坡，然而最後腿部不堪負荷之下前傾之後翻滾倒地。賽事完結後經醫療團隊檢查後判定爲左前腳脫臼及開放性骨折，並決定當場實行安樂死，享年僅7歲。

### 詳細賽績
| 日期       | 舉辦國家 | 馬場 | 距離   | 級別 | 賽事名稱     | 負重 | 騎師     | 馬號 | 出馬 | 名次     | 時間     | 頭馬（二馬）        |
| ---------- | -------- | ---- | ------ | ---- | ------------ | ---- | -------- | ---- | ---- | -------- | -------- | ------------------- |
| 1991/08/10 | 日本     | 新潟 | 草1000 |      | 3歲新馬      | 50   | 水野貴廣 | 8    | 10   | 1        | 0:58.6   | （Daiichi Riyumon） |
| 1991/09/01 | 日本     | 新潟 | 草1200 | GIII | 新潟三歲錦標 | 53   | 菅原泰夫 | 1    | 14   | 11       | 1:11.7   | Uto Jane            |
| 1991/09/21 | 日本     | 中山 | 草1600 | OP   | 芙蓉錦標     | 53   | 水野貴廣 | 8    | 8    | 1        | 1:36.1   | （Ararat San）      |
| 1992/03/29 | 日本     | 中山 | 草1800 | GII  | 春季錦標     | 56   | 柴田政人 | 3    | 14   | 4        | 1:51.7   | 美浦波旁            |
| 1992/04/19 | 日本     | 中山 | 草2000 | GI   | 皐月賞       | 57   | 的場均   | 9    | 17   | 8        | 2:02.8   | 美浦波旁            |
| 1992/05/10 | 日本     | 東京 | 草2000 | GII  | NHK盃        | 56   | 的場均   | 15   | 16   | 8        | 2:03.4   | Narita Taisei       |
| 1992/05/31 | 日本     | 東京 | 草2400 | GI   | 東京優駿     | 57   | 的場均   | 13   | 18   | 2        | 2:28.5   | 美浦波旁            |
| 1992/09/27 | 日本     | 中山 | 草2200 | GII  | 聖烈特紀念   | 56   | 田中勝春 | 14   | 13   | 2        | 2:13.6   | 昔日世界            |
| 1992/10/18 | 日本     | 京都 | 草2200 | GII  | 京都新聞盃   | 57   | 的場均   | 1    | 10   | 2        | 2:12.2   | 美浦波旁            |
| 1992/11/08 | 日本     | 京都 | 草3000 | GI   | 菊花賞       | 57   | 的場均   | 8    | 18   | 1        | 3:05.0   | （美浦波旁）        |
| 1992/12/27 | 日本     | 中山 | 草2500 | GI   | 有馬紀念     | 55   | 的場均   | 16   | 16   | 8        | 2:34.1   | 目白善信            |
| 1993/02/21 | 日本     | 東京 | 草2500 | GII  | 目黑紀念     | 59   | 的場均   | 5    | 12   | 2        | 2:32.8   | 詩歌劇              |
| 1993/03/21 | 日本     | 中山 | 草2500 | GII  | 日經賞       | 58   | 的場均   | 11   | 12   | 1        | 2:35.8   | （Italian Color）   |
| 1993/04/25 | 日本     | 京都 | 草3200 | GI   | 春季天皇賞   | 58   | 的場均   | 3    | 15   | 1        | 3:17.1   | （目白麥昆）        |
| 1993/09/19 | 日本     | 中山 | 草2200 | GIII | 產經賞       | 57   | 的場均   | 8    | 13   | 3        | 2:13.6   | 雙渦輪              |
| 1993/10/31 | 日本     | 東京 | 草2000 | GI   | 秋季天皇賞   | 58   | 的場均   | 1    | 17   | 6        | 1:59.6   | 也文攝輝            |
| 1993/11/28 | 日本     | 中山 | 草2400 | GI   | 日本盃       | 57   | 的場均   | 1    | 16   | 14       | 2:25.9   | 昔日世界            |
| 1993/12/26 | 日本     | 中山 | 草2500 | GI   | 有馬紀念     | 56   | 的場均   | 6    | 14   | 8        | 2:32.1   | 東海帝王            |
| 1994/02/13 | 日本     | 阪神 | 草2200 | GII  | 京都紀念     | 60   | 的場均   | 4    | 10   | 5        | 2:18.3   | 琵琶晨光            |
| 1994/03/20 | 日本     | 中山 | 草2500 | GII  | 日經賞       | 59   | 的場均   | 6    | 9    | 2        | 2:32.8   | Stage Champ         |
| 1994/12/25 | 日本     | 中山 | 草2500 | GI   | 有馬紀念     | 56   | 的場均   | 10   | 13   | 3        | 2:33.1   | 成田拜仁            |
| 1995/02/12 | 日本     | 京都 | 草2200 | GII  | 京都紀念     | 60   | 的場均   | 8    | 8    | 6        | 2:12.5   | Wako Chikako        |
| 1995/03/19 | 日本     | 中山 | 草2500 | GII  | 日經賞       | 59   | 的場均   | 1    | 9    | 6        | 2:42.3   | Inter Liner         |
| 1995/04/23 | 日本     | 京都 | 草3200 | GI   | 春季天皇賞   | 58   | 的場均   | 3    | 18   | 1        | 3:19.9   | （Stage Champ）     |
| 1995/06/04 | 日本     | 京都 | 草2200 | GI   | 寶塚紀念     | 56   | 的場均   | 16   | 17   | 比賽中止 | 比賽中止 | Dantsu Seattle      |

## 血統簡介
父系Real Shadai爲美國生產的法國賽駒，生涯戰績不俗，曾勝出以及賽多爲爾大賽及於法國打吡取得第而。祖父雷弼圖爲美國生產的愛爾蘭賽駒，生涯戰績彪炳，曾勝出葉森打吡，退役後配種成績亦極爲優秀，現已成爲Halo系外另一支出自Hail Reason系的獨立種馬系統。
母系Lilac Point爲日本賽駒，生涯戰績不佳，未曾突破條件戰級別。外祖父丸善斯基爲日本賽駒，生涯八戰全勝，因其無敵的領放戰術令其於八場賽事中總計拋離對手61馬位而被稱爲「超級跑車」，更於1990年成爲日本中央競馬會第20匹殿堂馬。

### 血統表
| 父線：雷弼圖系（Hail to Reason系）  |                               |                |                |
| 種馬 Real Shadai 1979年（深棗色）   | 雷弼圖 1969年（棗色）         | Hail to Reason | Turn-to        |
| 種馬 Real Shadai 1979年（深棗色）   | 雷弼圖 1969年（棗色）         | Hail to Reason | Nothirdchance  |
| 種馬 Real Shadai 1979年（深棗色）   | 雷弼圖 1969年（棗色）         | Bramalea       | Nashua         |
| 種馬 Real Shadai 1979年（深棗色）   | 雷弼圖 1969年（棗色）         | Bramalea       | Rarelea        |
| 種馬 Real Shadai 1979年（深棗色）   | Desert Vixen 1970年（深棗色） | In Reality     | Intentionally  |
| 種馬 Real Shadai 1979年（深棗色）   | Desert Vixen 1970年（深棗色） | In Reality     | My Dear Girl   |
| 種馬 Real Shadai 1979年（深棗色）   | Desert Vixen 1970年（深棗色） | Desert Trial   | Moslem Chief   |
| 種馬 Real Shadai 1979年（深棗色）   | Desert Vixen 1970年（深棗色） | Desert Trial   | Scotch Verdict |
| 繁殖雌馬 Lilac Point 1979年（棗色） | 丸善斯基 1979年（棗色）       | 尼真斯基       | 北地舞人       |
| 繁殖雌馬 Lilac Point 1979年（棗色） | 丸善斯基 1979年（棗色）       | 尼真斯基       | Flaming Page   |
| 繁殖雌馬 Lilac Point 1979年（棗色） | 丸善斯基 1979年（棗色）       | Shill          | Buckpasser     |
| 繁殖雌馬 Lilac Point 1979年（棗色） | 丸善斯基 1979年（棗色）       | Shill          | Quill          |
| 繁殖雌馬 Lilac Point 1979年（棗色） | Kuri Katsura 1962年（深棗色） | Tiepolo        | Blue Peter     |
| 繁殖雌馬 Lilac Point 1979年（棗色） | Kuri Katsura 1962年（深棗色） | Tiepolo        | Trevisana      |
| 繁殖雌馬 Lilac Point 1979年（棗色） | Kuri Katsura 1962年（深棗色） | Kurino Hoshi   | Primero        |
| 繁殖雌馬 Lilac Point 1979年（棗色） | Kuri Katsura 1962年（深棗色） | Kurino Hoshi   | Oho Hikari     |
| 雌系：號族：1-c                     |                               |                |                |
| 五代內近親交配：無                  |                               |                |                |

## 命名由來
名字Rice Shower（ライスシャワー）出自婚禮時向新人拋灑米粒以求幸福的習俗，若按照英語字面解釋，可翻譯為「米浴」，香港賽馬會最初以「米糟」作為譯名。

## 流行文化
為遊戲及動畫《賽馬娘 Pretty Derby》中的角色，角色配音為石見舞菜香。

## 外部連結
- 詳細資料及賽績-netkeiba.com （页面存档备份，存于）、JBISsearch （页面存档备份，存于）、Sportsnavi （页面存档备份，存于）
- 5代血統表-netkeiba.com （页面存档备份，存于）、JBISsearch （页面存档备份，存于）、pedigreequery.com(英文) （页面存档备份，存于）